# Закон України «Про адміністративні послуги»
Закон України «Про адміністративні послуги» — Закон, що визначає правові засади реалізації прав, свобод і законних інтересів фізичних та юридичних осіб у сфері надання адміністративних послуг, прийнятий 6 вересня 2012 року та набрав чинності 7 жовтня 2012.

## Історія
Проєкт Закону готувала робоча група Міністерства юстиції України понад чотири роки. За основу взяли доктрину адміністративних послуг, розроблену Центром політико-правових реформ.
Перед прийняттям законопроєкт двічі ветував Президент України В. Ф. Янукович 15 червня 2012 року і 17 липня 2012 року. Обидва вето стосувалися питання про те, які суб'єкти можуть виготовляти бланки документів, на яких оформляються результати надання адміністративних послуг. Після тривалих дискусій повноваження з виготовлення бланків закріпили за державним підприємством Поліграфкомбінат «Україна».
Закон, ухвалений 6 вересня 2012 року й підписаний Президентом 28 вересня 2012 року, набрав чинності 7 жовтня 2012 року. Одна з головних цілей Закону — системне впровадження ідеї Центрів надання адміністративних послуг (ЦНАП). У контексті децентралізації в Україні, Закон дозволив розширити повноваження та відповідальність місцевих громад у сфері надання адміністративних послуг.
З 2019 року у сфері адміністративних послуг з'явився новий акцент на цифрову трансформацію. У 2020 з'явилася можливість позначення ЦНАП як «Центр Дії».
7 листопада 2021 року набрали чинності норми, що доповнили визначення адміністративної послуги. Згідно з цими змінами, адміністративні послуги надаються не лише за заявою, а й у разі настання події, яка є підставою для надання такої послуги.

## Зміст
Закон складається з 20 статей і визначає:
- Терміни адміністративна послуга, суб'єкт звернення та суб'єкт надання адміністративної послуги;
- Принципи надання адміністративних послуг;
- Основні вимоги до регулювання надання адміністративних послуг;
- Порядок і строки надання адміністративних послуг;
- Плату за надання адміністративних послуг (адміністративний збір).

### Центри надання адміністративних послуг
Закон передбачає створення Центрів надання адміністративних послуг як постійних робочих або виконавчих органів (структурний підрозділ) органу місцевого самоврядування або місцевої державної адміністрації, в якому надаються адміністративні послуги.
Також закон запровадив посаду адміністратора — посадової особи, яка надає адміністративні послуги або організовує їх надання шляхом взаємодії з суб'єктами надання адміністративних послуг. За даними Міністерства цифрової трансформації України на 2021 рік, у ЦНАПах працює 15 тисяч осіб і 5 тисяч адміністраторів ЦНАПів надають послуги через сервіс «Дія (сервіс)».